# Немцы в Румынии

Флаг румынских немцев

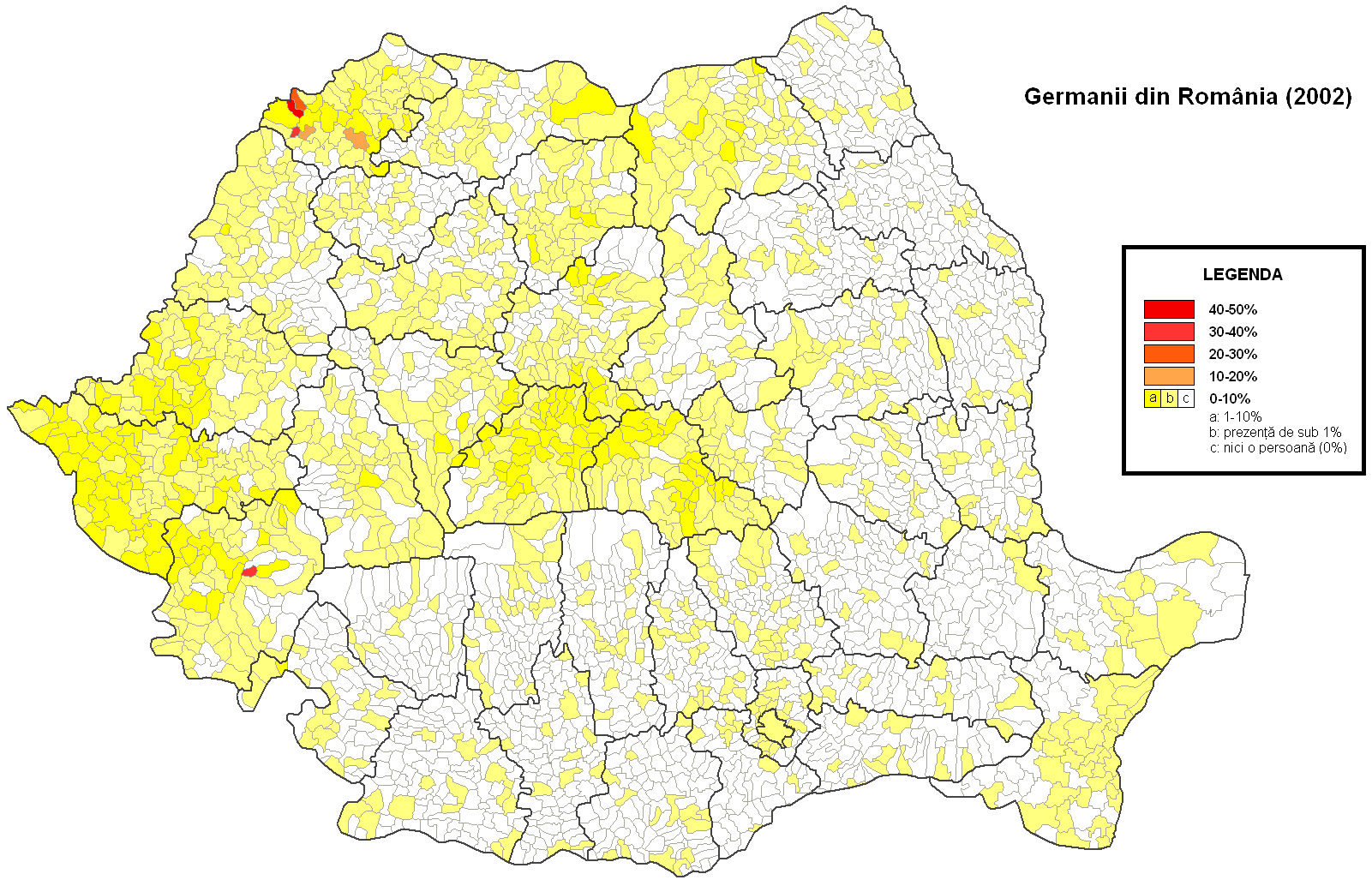
Доля немцев среди всего населения Румынии по данным переписи 2002 года

Немцы в Румынии (румынские немцы, нем. Rumäniendeutsche) — группа субэтнических сообществ германского происхождения, проживавших на территории современной республики Румыния с XII века.

## История

Исторический герб трансильванских саксов

Немцы на территории современной Румынии появились в середине XII века, когда венгерский король Геза II позволил немцам с левого берега Рейна поселиться в Трансильвании. Затем в XVIII веке Габсбурги, в частности императрица Мария Терезия, призвали немцев с юго-запада Германии переселяться в Банат. Также во второй половине XVIII века немцы, в основном из Верхней Швабии, стали селиться в графстве Сатмар. Румынские немцы сохраняли свои язык и культуру много веков.
В 1940 году, когда Северная Трансильвания была передана Венгрии, около 70 000 немцев, живших на севере Трансильвании и в Сатмаре, стали венгерскими гражданами. В 1943 году 60 000 румынских немцев были призваны в войска СС. Осенью 1944 года в связи с советским наступлением более 100 000 румынских немцев бежали на территорию нацистской Германии. Некоторых из них советские войска вернули в Румынию после 1945 года. В январе 1945 года многие из оставшихся в Румынии немцев были депортированы в СССР для принудительного труда. В 1990 году около 60 % из примерно 180 000 немцев, живших на тот момент в Румынии, эмигрировали в Германию в течение года.

## Динамика численности
Перепись населения Румынии (1930) года учла 760 000 немцев (4,1 % населения страны).
Перепись населения Румынии 2002 года выявила 60 088 немцев.
По результатам переписи 2011 года численность немцев в Румынии составляла 36 000 или 0,2 % населения.

## Субэтнические группы
- Трансильванские саксы — самая большая субэтническая группа немцев Румынии
- Дунайские швабы
  - Швабы Сату-Маре
  - Банатские швабы
- Трансильванские ландлеры
- Ципзерские немцы
- Валашские немцы
  - Добруджанские немцы
- Буковинские немцы
- Бессарабские немцы